# Sur (vattendrag i Ghana)
Sur är ett vattendrag i Ghana. Det ligger i den centrala delen av landet, 400 km norr om huvudstaden Accra.